# Etapa Departamental de Puno 2025
La Etapa Departamental de Puno 2025 o Liga Departamental de Puno 2025 sera la edición número 59 de la competición futbolística puneña.
El torneo otorga al cuadro campeón y subcampeón cupos para Copa Perú en su Etapa Nacional - Primera Fase.  

## Participantes
Los participantes son el campeón y subcampeón de las trece Provincias de Puno (excepto:Huancane y Moho).
| Provincia                     | Equipo                                                                         | Vía de clasificación                                                                                           |
| ----------------------------- | ------------------------------------------------------------------------------ | --- |
| Azàngaro 2 cupos              | C.S San Martin de Tours Illanes 48 de Llallahua                                | Campeón de la Etapa Provincial de Azàngaro de 2025 Subcampeón de la Etapa Provincial de Azàngaro de 2025       |
| Carabaya 2 cupos              | Por Definir                                                                    | Campeón de la Etapa Provincial de Carabaya de 2025 Subcampeón de la Etapa Provincial de Carabaya de 2025       |
| Lampa 2 cupos                 | Unión Ángeles de Vizcachani – Pucará F.C. Politécnico Industrial (Santa Lucía) | Campeón de la Etapa Provincial de Lampa de 2025 Subcampeón de la Etapa Provincial de Lampa de 2025             |
| Melgar 2 cupos                | Alfonso Ugarte de Huamanruro Macarí Fe y Alegria 27 Macari                     | Campeón de la Etapa Provincial de Melgar de 2025 Subcampeón de la Etapa Provincial de Melgar de 2025           |
| Puno 2 cupos                  | Alfonso Ugarte Mañazo Por Definir                                              | Campeón de la Etapa Provincial de Puno de 2025 Subcampeón de la Etapa Provincial de Puno de 2025               |
| San Antonio de Putina 2 cupos | Por Definir                                                                    | Campeón de la Etapa Provincial de Putina de 2025 Subcampeón de la Etapa Provincial de Putina de 2025           |
| San Román 2 cupos             | FC Amba Credicoop San Román                                                    | Campeón de la Etapa Provincial de San Román de 2025 Subcampeón de la Etapa Provincial de San Román de 2025     |
| Sandia 2 cupos                | Por Definir                                                                    | Campeón de la Etapa Provincial de Sandia de 2025 Subcampeón de la Etapa Provincial de Sandia de 2025           |
| Zona Sur 2 cupos              | Pedro Ruiz Gallo de Juli Talentos Flores Ilave                                 | Campeón de la Etapa Provincial de la Zona Sur de 2025 Subcampeón de la Etapa Provincial de la Zona Sur de 2025 |

## Fase 1

### Serie A
| Pos. | Equipo                                    | Pts. | PJ | G | E | P | GF | GC | Dif. | Clasificación                 |
| ---- | ----------------------------------------- | ---- | -- | - | - | - | -- | -- | ---- | ----------------------------- |
| 1    | Fe y Alegria 27 (Macarri)                 | 16   | 6  | 5 | 1 | 0 | 12 | 2  | +10  | Clasifica a la siguiente fase |
| 2    | Alfonso Ugarte Mañazo                     | 10   | 6  | 3 | 1 | 2 | 9  | 5  | +4   | Clasifica a la siguiente fase |
| 3    | Cristo Rey (Quilcapunco)                  | 6    | 6  | 2 | 0 | 4 | 5  | 7  | −2   |                               |
| 4    | F.C. Politécnico Industrial (Santa Lucía) | 3    | 6  | 1 | 0 | 5 | 2  | 13 | −11  |                               |

Actualizado a los partidos jugados el 11 de agosto de 2025.
 Fuente: Liga Departamental de Puno
Criterios de clasificación: Puntos · Diferencia de goles · Goles a favor · Duelos directos

### Serie B
| Pos. | Equipo                               | Pts. | PJ | G | E | P | GF | GC | Dif. | Clasificación                 |
| ---- | ------------------------------------ | ---- | -- | - | - | - | -- | -- | ---- | ----------------------------- |
| 1    | FC Amba                              | 15   | 6  | 5 | 0 | 1 | 18 | 5  | +13  | Clasifica a la siguiente fase |
| 2    | Alfonso Ugarte de Huamanuro (Macarí) | 9    | 6  | 3 | 0 | 3 | 9  | 10 | −1   | Clasifica a la siguiente fase |
| 3    | Libertador Simón Bolívar (Punco)     | 9    | 6  | 3 | 0 | 3 | 6  | 10 | −4   |                               |
| 4    | Santiago Giraldo Putina              | 3    | 6  | 1 | 0 | 5 | 5  | 14 | −9   |                               |

Actualizado a los partidos jugados el 11 de agosto de 2025.
 Fuente: Liga Departamental de Puno
Criterios de clasificación: Puntos · Diferencia de goles · Goles a favor · Duelos directos

### Serie C
| Pos. | Equipo                   | Pts. | PJ | G | E | P | GF | GC | Dif. | Clasificación                 |
| ---- | ------------------------ | ---- | -- | - | - | - | -- | -- | ---- | ----------------------------- |
| 1    | Illanes 48 de Llallahua  | 16   | 6  | 5 | 1 | 0 | 16 | 2  | +14  | Clasifica a la siguiente fase |
| 2    | Municipal de Sandia      | 10   | 6  | 3 | 1 | 2 | 8  | 12 | −4   | Clasifica a la siguiente fase |
| 3    | Pedro Ruiz Gallo de Juli | 5    | 6  | 1 | 2 | 3 | 8  | 9  | −1   |                               |
| 4    | Puerto Manoa San Gabán   | 2    | 6  | 0 | 2 | 4 | 4  | 13 | −9   |                               |

Actualizado a los partidos jugados el 11 de agosto de 2025.
 Fuente: Liga Departamental de Puno
Criterios de clasificación: Puntos · Diferencia de goles · Goles a favor · Duelos directos

### Serie D
| Pos. | Equipo                  | Pts. | PJ | G | E | P | GF | GC | Dif. | Clasificación                 |
| ---- | ----------------------- | ---- | -- | - | - | - | -- | -- | ---- | ----------------------------- |
| 1    | C.S San Martin de Tours | 12   | 4  | 4 | 0 | 0 | 10 | 2  | +8   | Clasifica a la siguiente fase |
| 2    | Unión Palca Ollachea    | 6    | 4  | 2 | 0 | 2 | 6  | 7  | −1   |                               |
| 3    | Policial Santa Rosa     | 0    | 4  | 0 | 0 | 4 | 3  | 10 | −7   |                               |

Actualizado a los partidos jugados el 11 de agosto de 2025.
 Fuente: Liga Departamental de Puno
Criterios de clasificación: Puntos · Diferencia de goles · Goles a favor · Duelos directos

### Serie E
| Pos. | Equipo                               | Pts. | PJ | G | E | P | GF | GC | Dif. | Clasificación                 |
| ---- | ------------------------------------ | ---- | -- | - | - | - | -- | -- | ---- | ----------------------------- |
| 1    | Credicoop San Román                  | 9    | 4  | 3 | 0 | 1 | 12 | 2  | +10  | Clasifica a la siguiente fase |
| 2    | Unión Ángeles de Vizcachani – Pucará | 7    | 4  | 2 | 1 | 1 | 6  | 4  | +2   |                               |
| 3    | Talentos Flores Ilave                | 1    | 4  | 0 | 1 | 3 | 2  | 14 | −12  |                               |

Actualizado a los partidos jugados el 11 de agosto de 2025.
 Fuente: Liga Departamental de Puno
Criterios de clasificación: Puntos · Diferencia de goles · Goles a favor · Duelos directos

## Fase 2

### Grupo A
| Pos. | Equipo                               | Pts. | PJ | G | E | P | GF | GC | Dif. | Clasificación                 |
| ---- | ------------------------------------ | ---- | -- | - | - | - | -- | -- | ---- | ----------------------------- |
| 1    | Illanes 48 de Llallahua              | 11   | 6  | 3 | 2 | 1 | 12 | 5  | +7   | Clasifica a la siguiente fase |
| 2    | C.S San Martin de Tours              | 11   | 6  | 3 | 2 | 1 | 14 | 9  | +5   | Clasifica a la siguiente fase |
| 3    | Fe y Alegria 27 (Macari)             | 8    | 6  | 2 | 2 | 2 | 7  | 8  | −1   |                               |
| 4    | Alfonso Ugarte de Huamanuro (Macarí) | 2    | 6  | 0 | 2 | 4 | 2  | 13 | −11  |                               |

Actualizado a los partidos jugados el 15 de agosto de 2025.
 Fuente: Liga Departamental de Puno
Criterios de clasificación: Puntos · Diferencia de goles · Goles a favor · Duelos directos

### Grupo B
| Pos. | Equipo                | Pts. | PJ | G | E | P | GF | GC | Dif. | Clasificación                 |
| ---- | --------------------- | ---- | -- | - | - | - | -- | -- | ---- | ----------------------------- |
| 1    | FC Anba               | 16   | 6  | 5 | 1 | 0 | 18 | 4  | +14  | Clasifica a la siguiente fase |
| 2    | Credicoop San Román   | 9    | 6  | 2 | 3 | 1 | 10 | 2  | +8   | Clasifica a la siguiente fase |
| 3    | Alfonso Ugarte Mañazo | 7    | 6  | 2 | 1 | 3 | 9  | 13 | −4   |                               |
| 4    | Municipal de Sandia   | 1    | 6  | 0 | 1 | 5 | 2  | 20 | −18  |                               |

Actualizado a los partidos jugados el 15 de agosto de 2025.
 Fuente: Liga Departamental de Puno
Criterios de clasificación: Puntos · Diferencia de goles · Goles a favor · Duelos directos

## Fase 3
|  | Semifinales                       | Semifinales             | Semifinales | Semifinales |   |   | Final | Final | Final | Final | Final |  |
|  | De el 17 de agosto a 24 de agosto |                         |             |             |   |   |       |       |       |       |       |  |
|  |                                   |                         |             |             |   |   |       |       |       |       |       |  |
|  |                                   |                         |             |             |   |   |       |       |       |       |       |  |
|  | Illanes 48 de Llallahua           | Illanes 48 de Llallahua | 1           |             |   |   |       |       |       |       |       |  |
|  | Illanes 48 de Llallahua           | Illanes 48 de Llallahua | 1           |             |   |   |       |       |       |       |       |  |
|  | FC Anba                           | FC Anba                 | 2           |             |   |   |       |       |       |       |       |  |
|  | FC Anba                           | FC Anba                 | 2           |             |   |   | -     | -     | -     |       |       |  |
|  |                                   |                         |             |             |   |   | -     | -     | -     |       |       |  |
|  |                                   |                         |             |             | - | - | -     |       |       |       |       |  |
|  | Credicoop San Román               | Credicoop San Román     | 1           |             | - | - | -     |       |       |       |       |  |
|  | Credicoop San Román               | Credicoop San Román     | 1           |             |   |   |       |       |       |       |       |  |
|  | C.S San Martin de Tours           | C.S San Martin de Tours | 1           |             |   |   |       |       |       |       |       |  |
|  | C.S San Martin de Tours           | C.S San Martin de Tours | 1           |             |   |   |       |       |       |       |       |  |
|  |                                   |                         |             |             |   |   |       |       |       |       |       |  |